# Cité des bateliers
Pour l’article homonyme, voir Musée de la batellerie.
La Cité des Bateliers est un musée français consacré à la batellerie situé à Longueil-Annel (Oise, Hauts-de-France). Il a été ouvert au public en juillet 2000.
Le village de Longueil-Annel est situé sur l'Oise, juste en amont de Compiègne, à 80 km de Paris. C'est un haut-lieu de la batellerie française, devenu un port fluvial important avec la Révolution industrielle, notamment avec la construction du canal latéral à l'Oise entre 1826 et 1831. Le village s'est agrandi, avec de nouvelles maisons et de nouveaux commerces (on a compté jusqu'à 32 cafés dans la ville). Les habitants de Longueil-Annel sont souvent des bateliers débarqués, qui vivent dans des maisons de briques rouges au bord de l'eau, et restent ainsi en contact avec le monde de la batellerie. La vie du village est rythmée par les bateaux qui passent.

## Histoire du musée
Les bateliers restent attachés à Longueil-Annel et viennent y prendre leur retraite pour rester en contact avec leur ancien mode de vie.
En 1992, une exposition d'objets autour de la batellerie est organisée par Jacques Broutin, un ancien batelier. Elle rencontre un grand succès et donne l'envie de créer une association "L'Amicale du Musée de la Voie d'Eau" (en 1993), ainsi qu'un musée sur ce thème.
Le dossier de création du musée étant assez lourd à mettre en place, il est confié à la communauté de communes des Deux Vallées (CC2V) dont fait partie le village. Une étude est lancée ainsi qu'un appel d'offres pour une maîtrise d'œuvre.
L'Amicale du Musée de la Voie d'Eau est à l'origine du projet. Crée en 1993, cette association a apporté son soutien actif tant à la création du musée, grâce à ses conseils et ses dons d'objets, que depuis son ouverture avec la participation de ses membres aux visites de groupes.
Le musée a été inauguré le 9 juillet 2000, en présence de la secrétaire d'État au Tourisme, Michelle Demessine

## Musée et visites
Le musée s'articule autour de : 
1. La Maison Musée
2. La Péniche Musée "Freycinet"[1]
3. Les Kiosques sonores et les berges du canal

1 - La maison musée met en valeur l'importance du village de Longueil-Annel dans le monde de la batellerie. Les grandes innovations techniques sont présentées, ainsi que la lutte des mariniers pour des acquis sociaux et plus généralement la reconnaissance d'un métier. Grâce à des témoignages de mariniers, on se familiarise avec une vie peu commune.
2 - Dans la cale de la péniche "Freycinet", le visiteur est plongé dans le quotidien du marinier : le ravitaillement, chargement et déchargement des marchandises, les problèmes et dangers liés à un mode de vie itinérant.
3 - Le visiteur termine par une promenade le long du canal, jalonnées par 5 kiosques sonores consacrés aux lieux et activités de la batellerie. Une promenade où sont rappelés les 10 commandements des mariniers et où l'on peut découvrir le fonctionnement d'une écluse grandeur nature. 
La scénographie utilise des matériaux et des techniques tels que des maquettes, des films et livres sonores, des murs d'images, des kiosques sonores, des objets et des photos d'hier et d'aujourd'hui.
La visite individuelle des espaces couverts dure environ 1 h 45. Avec la promenade le long des berges, le parcours de la Cité des Bateliers peut durer une demi-journée.

### Visites
Visite individuelle
Visites de groupes (à partir de 20 personnes)
Les groupes sont accompagnés dans leur visite par des mariniers en retraite. Ils répondent à toutes les questions sur la vie quotidienne d’un marinier et, par le biais d’anecdotes, transmettent leur expérience de la vie à bord. Ces explications permettent de terminer la visite avec une bonne compréhension de ce mode de vie original. Il n'y a pas de supplément pour les visites accompagnées.
Visites jeux
Ces visites sont proposées aux groupes de 3 à 12 ans, elles permettent de découvrir le monde de la batellerie de façon ludique et pédagogique.
L’équipe de la Cité des Bateliers a mis au point ces visites jeux en collaboration avec les services Animation et Tourisme de la CC2V, pour attirer l'attention des enfants. Deux visites différentes sont proposées : les P’tits Mouss pour les 3-6 ans et les Mousaillons pour les 7-12 ans.
Des groupes d’enfants sont constitués, ils sont ensuite accompagnés par un animateur du Musée.
- Les P’tits Mouss : 3 à 6 ans : La visite se présente sous la forme d’ateliers : puzzle géant, coloriage, dominos… Des explications sont données sur le fonctionnement d’une écluse, sur les différents objets liés à la batellerie. Le film sur la vie d’un batelier est également projeté.
- Les Mousaillons : 7 à 12 ans : Les enfants découvrent le musée grâce à un livret énigme. Il est à compléter en cherchant les réponses dans la maison ou la péniche.

Ces visites s’adressent aux groupes d’enfants des écoles et des centres de loisirs. Elles sont également déclinées sous une forme simplifiée pour les enfants qui découvrent le musée individuellement (en famille).
Les visites durent de 30 minutes à 2h00 environ en fonction de l’âge des enfants. Les réservations sont obligatoires pour les visites jeu proposées aux groupes.
Les enfants découvrent l’ensemble du musée grâce à des livres sonores, des vidéos et des photos retraçant la vie des bateliers.
Expositions
La Cité des Bateliers organise ponctuellement des expositions dans la cale de la péniche musée. Elles sont organisées soit à l'occasion d'un évènement précis, soit pour attirer les visiteurs en dehors de la période estivale. Ces expositions sont souvent mises en place en collaboration avec le service tourisme de la CC2V.
L'anniversaire du musée
Chaque année, autour du 20 juillet, la Cité des Bateliers fête son anniversaire.
Le Pardon de la Batellerie
Le premier dimanche de juillet, la commune de Longueil-Annel et les mariniers organisent le Pardon de la Batellerie. Plus de 7000 personnes assistent chaque année au défilé de péniches pavoisées, aux spectacles de rue ou encore aux traditionnelles joutes nautiques sur le canal.